# Kakatolvajok
A Kakatolvajok (Turd Burglars) a South Park című rajzfilmsorozat 305. része (a 23. évad 8. epizódja). Elsőként 2019. november 27-én sugározták az Amerika Egyesült Államokban a Comedy Centralon, míg hazánkban ugyancsak a Comedy Central mutatta be 2020. január 30-án.
Az epizód cselekménye egy valóban létező, különleges orvosi eljárás, a székletátültetés témakörét járja körül. Első vetítésekor nem volt túl nagy a nézettsége, a South Park történetében az addigi legalacsonyabb volt.

## Cselekmény
Az epizód ezúttal is egyedi képsorokkal kezdődik, mintha ez lenne a "Hölgyválasz" című sorozat következő része - a főcímzenét is megváltoztatták, azt nők éneklik.
A közösségi házban Sheila Broflovski váratlanul rosszul lesz beszéd közben, és rájön a hasmenés és a hányás. A Pokol Tornáca Kórházban az orvos közli Kyle-lal és Ike-kal, hogy egy nagyon fertőző baktérium, a C. diff támadta meg Sheila szervezetét, amely túlsúlyba került a jóindulatú baktériumokkal szemben. Egyetlen megoldás létezik: székletátültetéssel egészséges mikrobiomot juttatnak bele. Kyle és Ike annyira undorodnak ettől, hogy eltökélik: ha az anyjuk túléli, erről soha senki nem tudhat. Sheila azonban nemcsak hogy túléli, de sokkal energikusabb és sportosabb lesz. Barátnői: Laura, Harriet és Linda is irigykedve nézik őt, és ő pedig mindenkinek elmondja, hogy mindez a székletátültetés következménye. Kyle megnéz a folyamatról egy oktatóvideót, hogy megtudja, hogyan kerülje el, hogy a barátai kigúnyolják ezért. A videóban alapos részletességgel mesélik el, hogy a mikrobák mindenhol ott vannak, sőt azt is elmondják, hogy az emberi test fele is belőlük áll. Kyle rosszul lesz ettől és éjszaka rémálmai lesznek, mely álomban egy szekrényt is lát.
Eközben Sheilával a barátnői közlik, hogy ők is kértek székletátültetést, csakhogy azt kizárólag orvosilag indokolt esetben lehet elvégezni. Ezért úgy döntenek, házilag próbálkoznak meg vele és ehhez őt akarják felkérni donornak. Sheila szerint ez nem tűnik túl jó ötletnek és megtagadja, hogy adjon nekik a székletéből, a többi nő azonban eltökéli, hogy kerül, amibe kerül, szereznek tőle. Harriet megkeresi Kyle-t és felajánlja neki, hogy ad neki ajándékba egy Star Wars Jedi: Fallen Order videojátékot, ha cserébe szerez Sheila székletéből. Kyle undorodik ettől, de Stan, Cartman és Kyle a játék ígéretéért elvállalja. Ezért aznap éjszaka beszöknek a Broflovski-házba, és a pincében megbontják a szennyvízvezetéket. Kyle tettenéri őket és rájuk ripakodik. Másnap elmegy orvoshoz a mikrobiommal kapcsolatos félelmei miatt és szóba hozza, hogy az emberek azért akarják ezt, hogy például Tom Bradyhez hasonló fizikumuk legyen. A név hallatán az orvos viselkedése hirtelen megváltozik, és egy belső monológja indul be a "fűszer melange"-ról és arról, hogy hátha Kyle meg tudja azt neki szerezni. Stant, Kennyt és Cartmant ugyanezért Mr. Mackey hívatja be, akiben szintén beindul a belső monológ a "fűszer melange"-ról, és azt kéri a fiúktól, hogy szerezzék meg újabb játékokért cserébe Tom Brady székletét.
Harriet elhenceg a barátnőinek, hogy ő is kipróbálta a székletátültetést és sokkal fiatalosabbnak érzi magát. Azt nem mondja el Sheilának, hogy honnan volt a széklet, de azt elmondja, hogy egy fecskendő segítségével ő végezte el magán az eljárást. Eközben Tom Bradyt egy mérkőzés utáni interjú során az összes riporter azzal a kérdéssel bombázza, hogy ad-e a székletéből illetve hogy hol szokott székelni. Kyle továbbra is a mikrobákkal rémálmodik és újra látja maga előtt a szekrényt - ébren pedig képessé válik meglátni saját magán a baktériumokat. Stan és Kyle azzal próbálják meg Tom Brady sajtósát átverni, hogy halálos betegnek hazudják Kennyt, akinek az utolsó kívánsága a futballsztárnál eltölteni egy napot. A nőben is beindul a monológ, és leszervezi a fiúknak a dolgot, csak azért, hogy ő szerezhesse meg a "fűszer melange"-ot. Kicsit később kiderül, hogy Harriet a székletátültetés után rosszul van és egész nap hányással és hasmenéssel küzd - ugyanúgy, mint a többi barátnője, akik meg Harriet székletét lopták el. Miután városlakók tömegei kezdenek el küzdeni C.diff fertőzéssel, Harrison Yates nyomozó megtudja, hogy mindennek az oka az, hogy a házi székletátültetést egy konyhai zsírfecskendővel végezték el, amelyet csak évente egyszer, Hálaadáskor használnak, és a köztes időben gyűjti a baktériumokat. Sürgősen szükség lenne székletdonorra, különben a fél város belehal, de sajnos nincs elegendő mennyiség.
A fiúk elmennek Tom Brady házába, ahol több emberrel várakoznak, akik ugyanúgy a "fűszer melange"-ra vadásznak. Brady egyből rájön a szándékaikra és mindenkit elzavar. Ekkor érkezik meg Kyle, aki az új képességével meglátja a szekrényt Brady házában. Ez egy titkos ajtót rejt, amely mögött egy rakás széklet van, befőttesüvegekbe rendezve. Brady közli velük, hogy már unta, hogy idegenek fúrják meg a szennyvízvezetékét, ezért aztán ha székel, sosem húzza le, hanem üvegbe helyezi és elteszi. Ezzel együtt már lesz elég mennyiség, hogy megmentsék a városlakókat. Mikor Sheila megkérdezi Kyle-t, hogy hogyan csinálta, a fia elmondja, hogy nem ő tudta, hanem a mikrobiom, és megtanulta, hogy ő nemcsak ő, mert más lényekkel osztozik, és mostantól bízik majd a megérzéseiben.
Az epizód végén az orvos közli, hogy ma is tanultunk valamit: a hölgyválasz jó dolog, de az még jobb, ha nincs - ezen mindannyian nevetésben törnek ki.

## Kulturális utalások, kontextus
- A székletátültetés egy valóban létező orvosi eljárás, melyet csak akkor alkalmaznak, ha a hagyományos antibiotikumos kezelés már kudarcot vall. A Family Guy egyik írója, Alec Sulkin egy interjúban elmondta, hogy a sorozat egy 2021-ben bemutatott epizódja, a "Bélsáros üzelmek" eredetileg arról szólt volna, hogy Peter Griffin ad el székletet ugyanilyen céllal Tom Bradynek - a sztorit a South Park ezen epizódja után meg kellett változtatniuk.
- Számos utalás történik az 1984-es "Dűne" című filmre. A "fűszer melange" állandó emlegetése ilyen, valamint a hosszú belső monológok, amelyek a cselekmény előrébb gördítését és a film hosszának lerövidítését szolgálták. De ilyen utalás még Tom Brady házvezetőnője, illetve a homokféreg, amely a sportoló székletévé alakul át. Kyle világító kék szemei ugyancsak a fűszer hatására utalnak.

## Forráshivatkozások
1. ↑  Episode 2308 “Turd Burglars” Press Release (us nyelven). South Park United States. (Hozzáférés: 2024. június 27.)
2. ↑  Wednesday cable ratings: Lakers vs. Pelicans tops Thanksgiving Eve, ‘The Challenge’ holds – TV By The Numbers by zap2it.com. web.archive.org, 2019. december 2. [2019. december 2-i dátummal az eredetiből archiválva]. (Hozzáférés: 2024. június 27.)